# Okabe Keiicsi
Okabe Keiicsi (岡部啓一; Hepburn: Keiichi Okabe; 1969. május 26. –) japán zeneszerző, hangszerelő, a Monaca elnöke.

## Biográfia
Okabe Keiicsi 1969. május 26-án született a hjógói Kóbéban. Tanulmányait a Kóbei Művészeti Egyetem látványtervezési szakán végezte. 2001-ben csatlakozott a Namco videójáték-fejlesztő céghez, majd távozása után rövid ideig szabadúszóként dolgozott és 2004-ben megalapította a Monacát. Azóta elsősorban videójátékok és animesorozatok zenei anyagán munkálkodik.

## Munkái

### Animék
- Szekirei
  - a 11. epizód Kimi vo omó toki című zárófőcím dala (zeneszerző és hangszerelő)
- Kurosicudzsi sorozat
  - az Anata no koe ga iroaszejótomo, meijaku no uta ga szono mune ni todokimaszu jó ni. című szereplődal (zeneszerző és hangszerelő)
  - a Cuki no ame című szereplődal (zeneszerző és hangszerelő)
  - a 13. epizód You Will Rule the World című betétdala (hangszerelő)
- Szekirei: Pure Engagement
  - a Siorcubasza no szeijaku (Pure Engagement) című nyitófőcím dala (zeneszerző és hangszerelő)
  - a 10. epizód Oboete irukara című zárófőcím dala (zeneszerző és hangszerelő)
  - a 13. epizód Change the World című betétdala (zeneszerző és hangszerelő)
- Working!! sorozat
  - zene (Monaca néven)
  - a Wagnaria szanka (a Day of Takanasi Szóta) című szereplődal (zeneszerző és hangszerelő)
  - a Wagnaria szanka (a Day of Tanesima Popura) című szereplődal (zeneszerző)
  - a Wagnaria szanka (a Day of Inami Mahiru) című szereplődal (zeneszerző)
  - a Wagnaria szanka (a Day of Todoroki Jacsijo) című szereplődal (zeneszerző)
  - a Wagnaria szanka (a Day of Szóma Hiroomi) című szereplődal (zeneszerző és hangszerelő)
  - a Sugar & Spice című szereplődal (zeneszerző és hangszerelő)
  - a Wagnaria szanka (a Day of Szató Dzsun) című szereplődal (zeneszerző)
  - a Wagnaria szanka (a Day of Jamada Aoi) című szereplődal (zeneszerző)
  - a 2. évad Icumo no jó ni Love & Peace!! című zárófőcím dala (zeneszerző és hangszerelő)
  - a 3. évad Macuge ni Lock című zárófőcím dala (zeneszerző és hangszerelő)
- Gakuen mokusiroku Highscool of the Dead
  - az 5. epizód Memories of Days Gone By című zárófőcím dala (hangszerelő)
- Star Driver: Kagajaki no Takuto
  - zene (Monaca néven)
  - a Súsoku no Aria című dal (hangszerelő)
- Hóró muszuko
  - zene (Kószaki Szatoruval és Hoasi Keigóval közösen)
- Haijore! Njaruko-szan
  - A Kurokó no Striver című dal (zeneszerző és hangszerelő)
- Smile PreCure!
  - az Anata no kagami című szereplődal (zeneszerző és hangszerelő)
- Aikatsu!
  - zene (Monaca néven)
  - a We Wish a Merry Christmas Aikatsu Ver. című betétdal (zeneszerző és hangszerelő)
  - a Wake Up My Music című betétdal (zeneszerző és hangszerelő)
  - a Stranger Alien című betétdal (zeneszerző és hangszerelő)
- Star Driver: The Movie
  - zene (Monaca néven)
- Servant × Service
  - a Hacsimicu dzsikan című zárófőcím dal (zeneszerző és hangszerelő)
- Wake Up, Girls!
  - a Kotonoha Aoba című zárófőcím dal (zeneszerző és hangszerelő)
- Fúun iin dai sógun
  - a Tamasii Rises című nyitófőcím dal (zeneszerző)
- Captain Earth
  - zene (Monaca néven)
  - az Ice Cream Love című dal (zeneszerző és hangszerelő)
- Rjúgadzsó Nanana no maizókin
  - zene (Monaca néven)
- Júki Júna va júsa de aru
  - zene (a Monacával közösen)
  - a Hosi to hana című nyitófőcím dal (zeneszerző és hangszerelő)
  - a Júki no Baton című szereplődal (zeneszerző és hangszerelő)
- Garo: Honó no kokuin
  - zene (Monaca néven)
- Denpa kjósi
  - a Maid no hinkaku című betétdal (zeneszerző és hangszerelő)
- Working!!!
  - zene (Monaca néven)
- Garo: Guren no cuki
  - zene (Monaca néven)
  - a Macuge ni Lock című zárófőcím dal (zeneszerző és hangszerelő)
- Aikatsu Stars!
  - a Heart Skip című betétdal (zeneszerző és hangszerelő)
- Garo: Divine Flame
  - zene (Monaca néven)
- Anne Happy
  - zene (Monaca néven)
  - a Knock Knock Map Map című szereplődal (zeneszerző)

### Videójátékok
- Tekken sorozat
  - zene
- Taiko no tacudzsin sorozat
  - a Don-csan szekai rjóko című dal (zeneszerző és hangszerelő)
  - a Don-ko no First Date című dal (zeneszerző és hangszerelő)
  - a Unagi no tamasii Rock című dal (zeneszerző és hangszerelő)
  - a Be the Ace című dal (zeneszerző és hangszerelő)
  - az Angel Dream című dal (zeneszerző és hangszerelő)
  - a Kaze no Fantasy című dal (zeneszerző és hangszerelő)
  - a Don’t Cut című dal (zeneszerző)
  - a Juugao no kimi című dal (zeneszerző és hangszerelő)
  - a Pastel Dream című dal (zeneszerző és hangszerelő)
  - a Kare kono kanon című dal (hangszerelő)
- Katamari damasii sorozat
  - a Boyfriend Gogo című betétdal (zeneszerző és hangszerelő)
- Ace Driver
  - zene
- Espgaluda
  - zene
- BelleIsle
  - zene
- Secret Game: Killer Queen
  - a Secret Game című nyitófőcím dal (hangszerelő)
- Szekirei: Mirai kara no okuri mono
  - A Jakuszoku I’m with You című nyitófőcím dal (zeneszerző és hangszerelő)
- Nier Replicant és Nier Gestalt
  - zene
- Nier: Automata
  - zene
- Walk It Out
  - a Kuru kuru aeba! című betétdal (zeneszerző és hangszerelő, Keiichi Okabe featuring Maon Kurosaki néven)
  - a Muteki Onnanoko című betétdal (zeneszerző és hangszerelő, Keiichi Okabe featuring Maon Kurosaki néven)
- Ridge Racer 3D
  - zene
- Scared Rider Xechs
  - a Pride című szereplődal (zeneszerző és hangszerelő)
- Lord of Apocalypse
  - a Sinooto című témazene (zeneszerző és hangszerelő)
- Demons’ Score
  - zene
- Koi va kószoku ni sibara renai!
  - a Brand New World című nyitófőcím dal (zeneszerző és hangszerelő)
  - az A. című szereplődal (zeneszerző és hangszerelő)
- Drag-On Dragoon 3
  - zene
  - a Cloita című témazene (zeneszerző és hangszerelő)
- Fate/Extra CCC
  - a Bókan Majesty című szereplődal (zeneszerző és hangszerelő)
- Super Smash Bros. for Nintendo 3DS és Wii U
  - zene
- School of Ragnarok
  - zene
- Windsoul
  - zene (Hoasi Keigóval, Takahasi Kunijukival és Kobajasi Keikivel)
- maimai
  - a Reverb című dal (zeneszerző és hangszerelő)

### Televíziós doramák és műsorok
- Majonaka no Panja-szan
  - zene
- Kagaku Adventure Nisinoshima e: Engineer-tacsi no acuki csószen
  - nyitófőcím dal (zeneszerző)
  - zárófőcím dal (zeneszerző)

### Színdarabok
- YoRHa
  - zene

### Zenészek, akinek dalt írt
- Óguro Maki
- Kavamura Rjúicsi
- sorachoco
  - az Aoi cuki című dal (zeneszerző és hangszerelő)
- Kuroszaki Maon
  - a Lisianthus című dal (zeneszerző és hangszerelő)
- Kato fuku
  - az Accel című dal (zeneszerző és hangszerelő)
- Onicuka Csihiro
  - a This Silence Is Mine című dal (hangszerelő)
- Kóno Marina
  - az Imperfect Blue című dal (zeneszerző és hangszerelő)
- Ueszaka Szumire
  - az Aisú Fake Honeymoon című dal (zeneszerző és hangszerelő)
  - a Kitare! Akacuki no dósi című dal (zeneszerző és hangszerelő)
- YoRHa
  - a Normandy című dal (zeneszerző és hangszerelő)
  - a Guadalcanal című dal (zeneszerző és hangszerelő)

## Fordítás
- Ez a szócikk részben vagy egészben az 岡部啓一 című japán Wikipédia-szócikk ezen változatának fordításán alapul.  Az eredeti cikk szerkesztőit annak laptörténete sorolja fel. Ez a jelzés csupán a megfogalmazás eredetét és a szerzői jogokat jelzi, nem szolgál a cikkben szereplő információk forrásmegjelöléseként.